# 47 mm działo przeciwpancerne KPUV vz. 36
Forteczne działo przeciwpancerne KPUV vz. 36 kalibru 47 mm stanowiło wyposażenie czechosłowackich ciężkich schronów (TO). Wyprodukowano 222 lub 227 sztuk.
Przeważnie działo to było sprzężone z ciężkim karabinem maszynowym vz. 37. (tak zwana broń L1). Zarówno działo, jak i karabin maszynowy były wyposażone w instalacje odprowadzania gazów prochowych oraz możliwość wyrzucania łusek poza schron. Łuski wypadały specjalnymi rurami do rowu diamentowego – rodzaju fosy stanowiącej dodatkową ochronę strzelnic.
W wyjątkowych przypadkach działa te były instalowane samodzielnie (broń Q).
Maksymalny zasięg działa wynosił 5880 m. Szybkostrzelność teoretyczna 30–35 strzałów na minutę. Pocisk przeciwpancerny z odległości 1 km przebijał pancerz grubości 50 mm.
Znaczna liczba tych dział została przejęta przez Niemców i umieszczona w bunkrach Linii Zygfryda i Wału Atlantyckiego.